# Motor boxer de quatro cilindros
Motor do Fusca. Um dos mais 
conhecidos motores boxer de 
quatro cilindros.
O Motor boxer de 4 cilindros foi desenvolvido por Ferdinand Porsche no período da Segunda Guerra Mundial, a pedido de Hitler, pois ele queria um motor rústico e durável que não necessitasse de água. Foi, assim, refrigerado a ar.
Equipou o Volkswagen Sedan conhecido como Fusca e alguns modelos da Porsche. Este motor pode ser encontrado em ultraleves com a adaptação de um kit para aumentar a segurança. Atualmente a Volkswagen encerrou a utilização deste motor por ser altamente poluente e ter um alto consumo de combustível.

Animação do funcionamento.

Mas a marca japonesa Subaru investiu nessa concepção de motor, introduzindo tecnologia com um comando de 16 válvulas, refrigeração líquida e até mesmo turbocompressor, conquistando varias vezes o campeonato mundial de rali com o modelo Impreza WRX.